# Themeda pseudotremula
Themeda pseudotremula är en gräsart som beskrevs av Potdar och Al. Themeda pseudotremula ingår i släktet Themeda och familjen gräs. Inga underarter finns listade i Catalogue of Life.